# Bjørvika

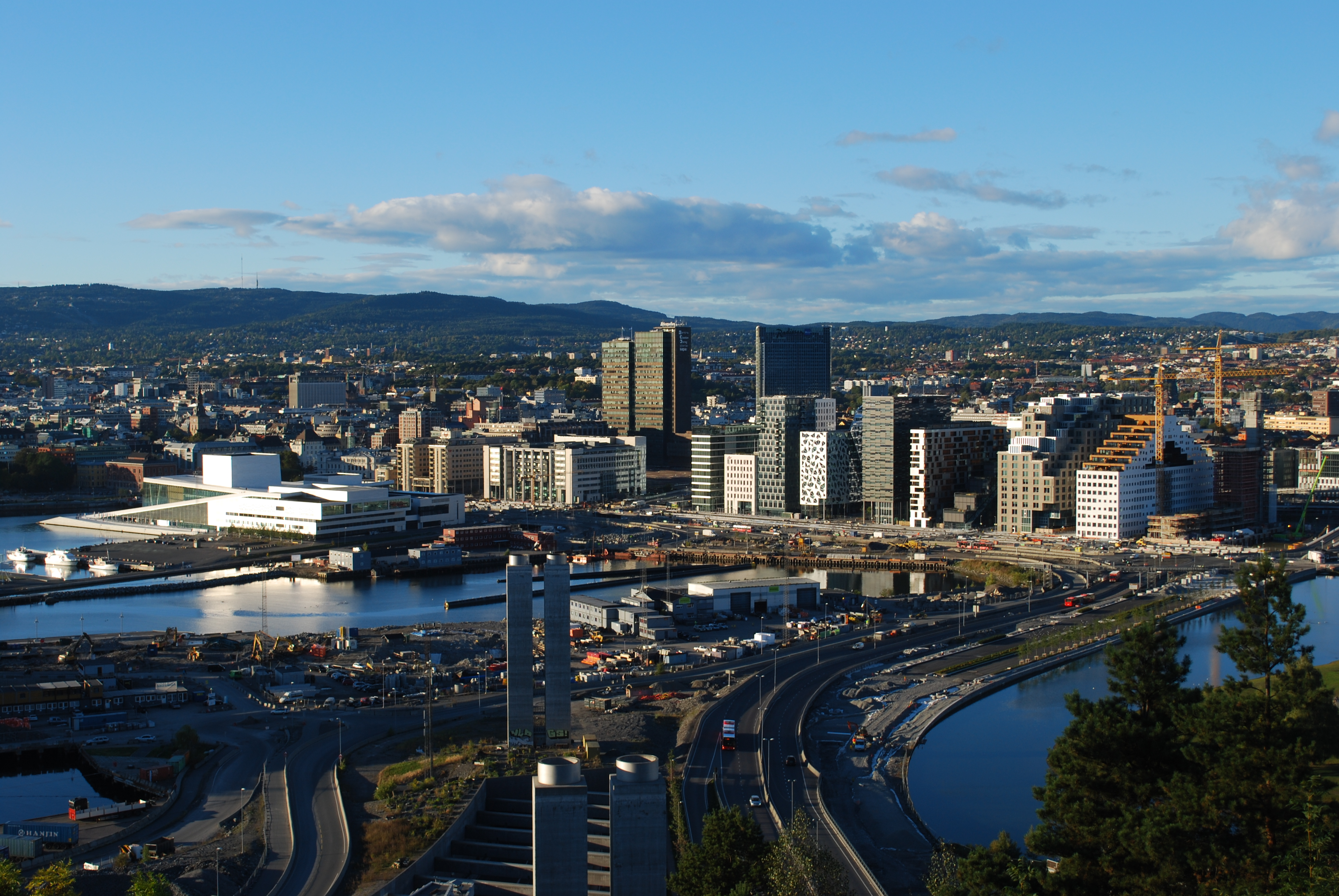
Pohled na zátoku z východu

Bjørvika je čtvrť v norském hlavním městě Oslo, v severozápadní části přístavu, součást městského centra. Její východní část se nazývá Bispevika a nachází se u ní čtvrť Sørenga, která už je však součástí obvodu Gamle Oslo.
Bæjarvik, staroseversky „městská zátoka“, byla původně mělkou vodní plochou sahající až k ulici Grønlandsleiret ve čtvrti Grønland. Oslo, ležícímu východně od ní, sloužila jako přístav. Ten v zimě zamrzal a ledová plocha se stala dvakrát bitevním polem. Poprvé v roce 1161 na místním ledu padl král Inge I. v bitvě se svým synovcem Haakonem II. a v roce 1200 se zde zvítězil nad vzbouřenými sedláky Sverre I. Po sérii požárů začala být v roce 1624 budována západně od Bjørviky Christania. V roce 1716 zde proběhla další bitva a to mezi Dány a Švédy v rámci obléhání pevnosti Akershus. Během 19. století se v zimě, kdy byl záliv zamrzlý a nemohl sloužit jako přístav, Bjørvika užívala pro klusácké dostihy, ale zároveň se rozvíjela přístavní zástavba. V téže době se začala zátoka plnit různým odpadem a také se projevil vzestup půdy. Na počátku 21. století západní část čtvrti stále slouží jako přístav, včetně přívozu do Dánska. Ve východní části se rozvíjí obytná a také veřejná zástavba: hotely a úřady mezi Centrálním nádražím a fjordem zvané Barcode Project, Opera (2008), Deichmanova knihovna (2020) a Munchovo muzeum (2021). Skrze čtvrť vede také tunel Bjørvika otevřený v roce 2010.

## Galerie

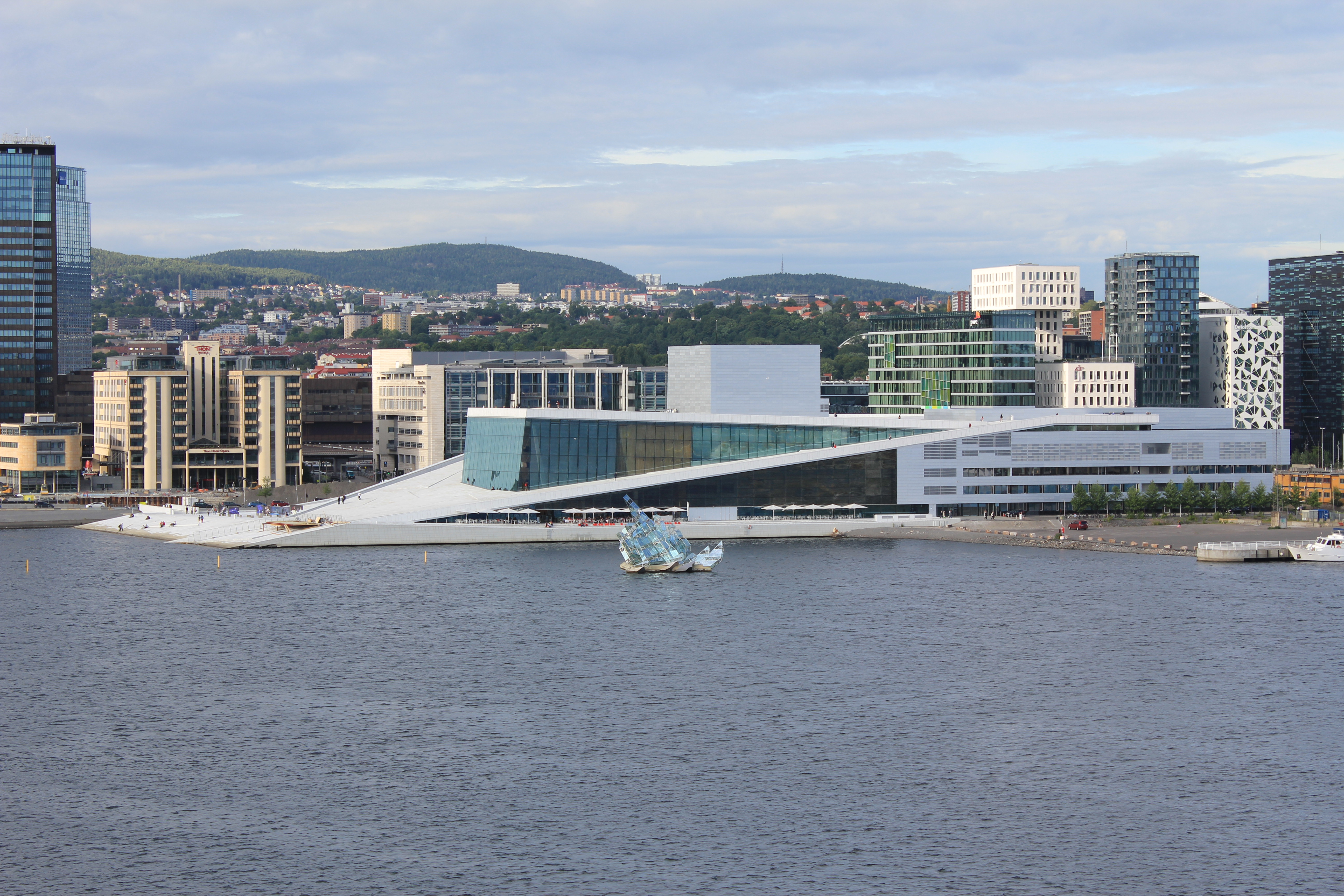
Opera s budovami Barcode v pozadí
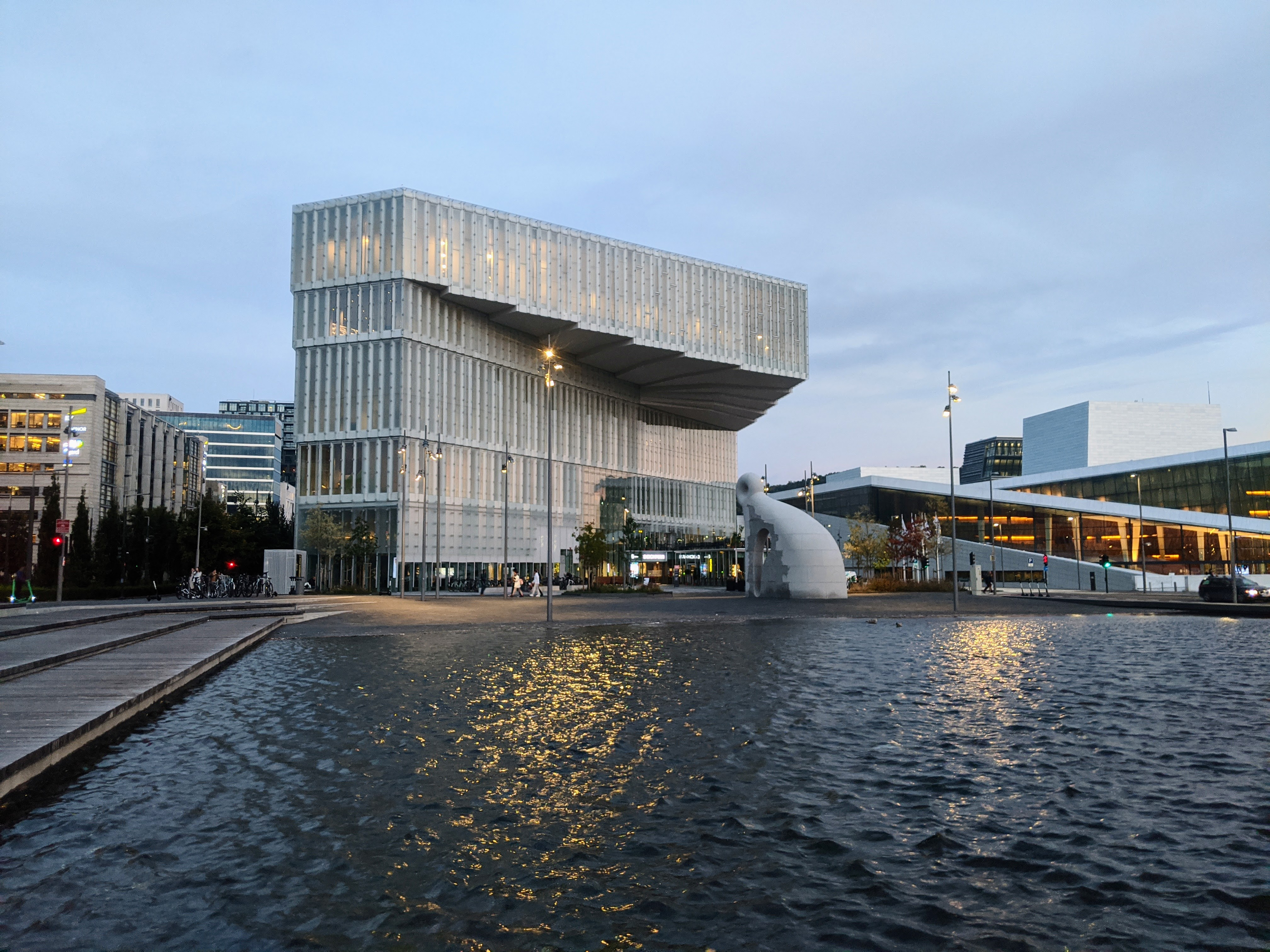
Deichmanova knihovna
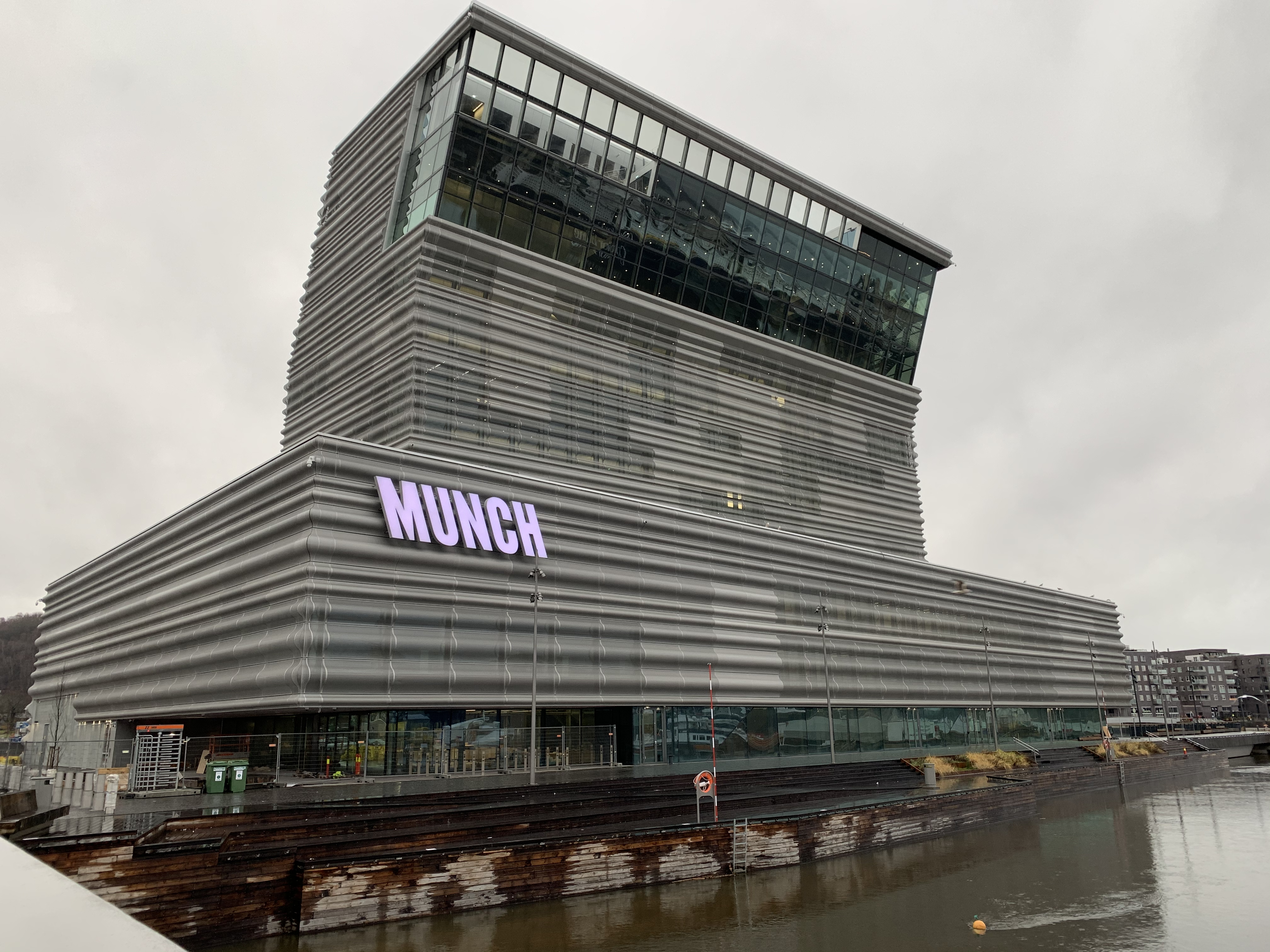
Munchovo muzeum
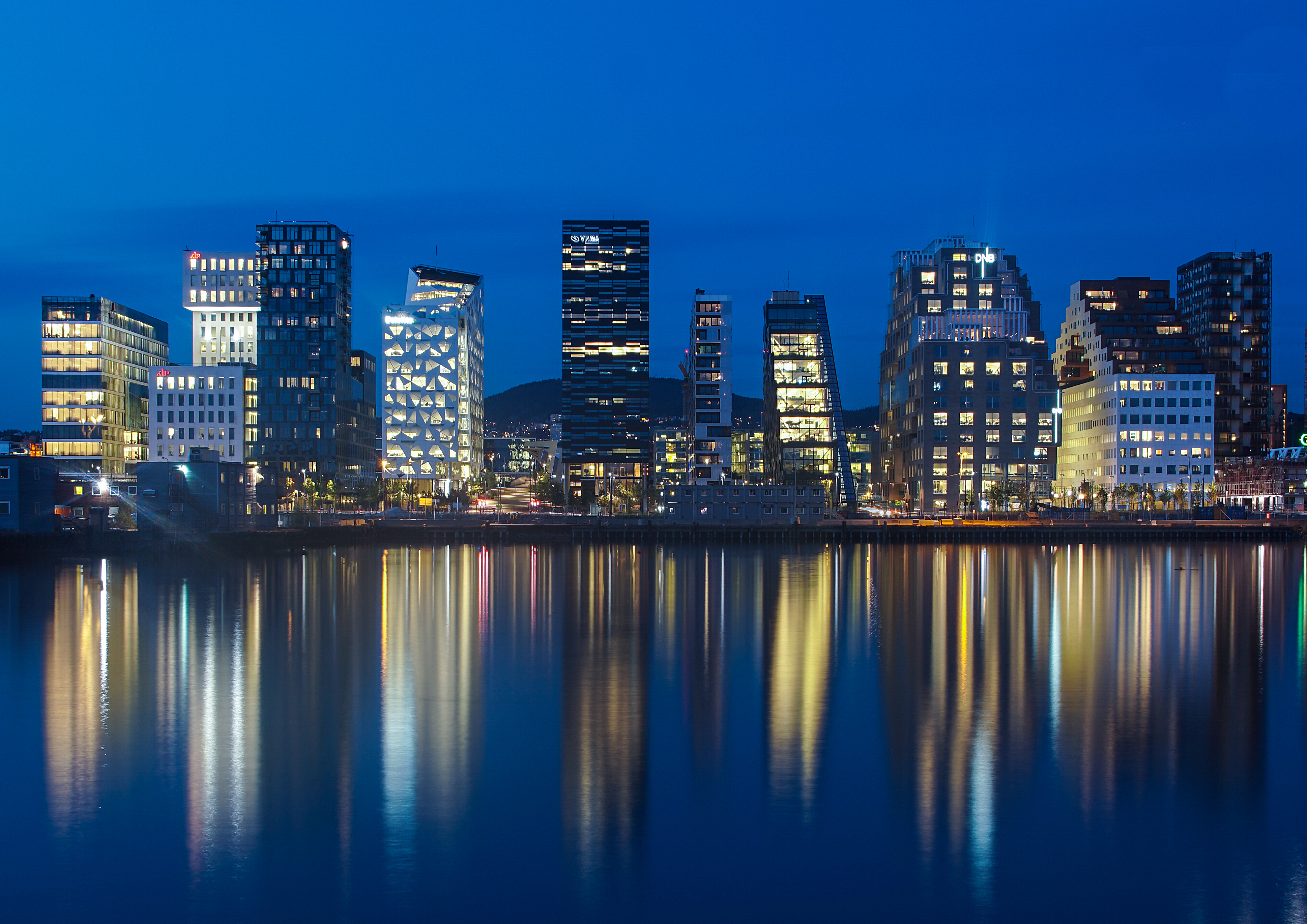
Noční výhled na Barcode